# Paneeraq Olsenová
Paneeraq Olsenová (*26. prosince 1958, Sisimiut) je grónská politička za stranu Naleraq a státní úřednice. V roce 2021 se stala ministryní pro děti, mládež a rodinu ve vládě Múteho Bourupa Egedeho.

## Životopis
Paneeraq Olsenová navštěvovala v letech 1989 až 1992 střední školu v Nuuku. 1. srpna 1981 provdala za Villiama Olsena, s nímž má pět dětí. Poté studovala do roku 1999 na Grónské univerzitě. V letech 1998 až 1999 působila jako zmocněnkyně grónské vlády. V letech 2001 až 2004 pracovala jako tajemnice premiéra Hanse Enoksena. V letech 2004–2008 byla starostkou okresu Sisimiut a po správní reformě vykonávala v letech 2009–2019 funkci starostky kraje Qeqqata. V letech 2005–2009 byla členkou představenstva společnosti Royal Greenland, v letech 2014–2016 členkou představenstva společnosti TELE Greenland a v roce 2019 krátce členkou představenstva společnosti Esani.
Kandidovala v komunálních volbách v roce 2021 a byla zvolena do rady kraje Qeqqata. Ve stejný den se jí také podařilo získat mandát v parlamentních volbách v roce 2021 jako první náhradnice za Peleho Broberga, který se stal ministrem. 27. září 2021 byla jmenována ministryní pro děti, mládež a rodinu, kde nahradila Mimi Karlsenovou, která dočasně zastávala tuto funkci, protože Eqaluk Høegh (IA) před měsícem ze zdravotních důvodů odstoupil z vlády.